# Transmission System Operator
Un Transmission System Operator (TSO) (en español Gestor de Red de Transporte) es una sociedad mercantil autorizada para la construcción, operación y mantenimiento de instalaciones de la red troncal y certificadas de acuerdo con el procedimiento establecido en las Leyes 34/1998, de 7 de octubre, del sector de hidrocarburos para el Gas y 54/1997, de 27 de noviembre, del sector eléctrico para la electricidad.

## Responsabilidades
- Asegurar el suministro de los usuarios.
- Asegurar el intercambio entre proveedores y usuarios.
- Optimizar la red de transporte.

## Cuadro jurídico
La Directiva 2003/54/CE requiere que cada estado miembro de la UE designe un mínimo de un TSO.

## Los TSO

### Colombia
- ISA es el TSO del sector eléctrico.

### España
- Red Eléctrica de España es el TSO del sector eléctrico.
- Enagás es el TSO del sector del gas.

### Portugal
- Redes Energéticas Nacionais es el TSO del sector eléctrico.
- REN - Gasodutos es el TSO del sector del gas.